# Ausztrál expressz
Az Ausztrál expressz (eredeti cím: Five Mile Creek) 1983-tól 1985-ig futott ausztrál televíziós filmsorozat, amelyet a Walt Disney Company készített. Ausztráliában a Seven Network-ön vetítették. Magyarországon a televíziónézők először a Walt Disney bemutatja blokk keretein belül láthatták 1991-ben a Magyar Televízió 1-es csatornáján.
A legelső valós díszletekkel készült élőszereplős sorozat volt, amelyet bemutattak az animációs sorozatok mellett. Pár évvel később, az akkor induló új kereskedelmi csatornán, az RTL Klub-on kétszer is sugározták a sorozatot. A Prizma TV-n is adták. Jelenleg a 2012-ben indult RTL II ismétli.

## Szereplők
- Louise Caire Clark – Maggie Scott – Orosz Helga
- Maggie amerikai asszony, kezdetben Adam Scott férje.
- Liz Burch – Kate Wallace – Kocsis Mariann
- Kate Con felesége, jószívű, fiatal asszony.
- Jay Kerr – Con Madigan – Benkő Péter
- Con amerikai férfi, az egyik vezető.
- Rod Mullinar – Jack Taylor – Vass Gábor
- Nagyszájú, hetvenkedő, a másik vezető.
- Michael Caton – Paddy Malone – Reviczky Gábor
- Paddy ír származású férfi.
- Gus Mercurio – Ben Jones – Kun Vilmos
- Idősebb, bölcsebb cowboy, Paddy barátja.
- Priscilla Weems – Hannah Scott – Csondor Kata
- Maggie lánya.
- Martin Lewis – Sam Sawyer – Benedikty Marcell
- Hannah barátja, árva kisfiú.
- Nicole Kidman – Annie – Szénási Kata, Csellár Réka
- Matt szerelmes belé.
- Shannon Presby – Matt – Bor Zoltán
- Zöldfülű, fiatal yenki.
- Peter Carroll – Charles Withers – Helyey László
- Szerény, nyájas bankár, Maggie szerelme.

## Epizódok
Első évad (13 epizód)
1. Making Tracks – Nincs
2. Horses for Courses – Vágtató paripák
3. Love Before a Fall – Szalmaláng
4. A Few Surprises – Meglepetések
5. The Scrub Bulls – Földfoglalók
6. Bang the Big Drum – Üsd a dobot
7. Gold Fever – Aranyláz
8. Annie – Annie
9. Home and Away – Otthon idegenben
10. The Awakening – Előítéletek
11. The Prize – A nagy meccs
12. Tricks of the Trade – A mesterség fortélyai
13. Thanksgiving – Hálaadás

Második évad (13 epizód)
1. The Hangman's Noose – A hóhér kötele
2. The Challenge – Kihívás
3. Blood, Sweat, and Faith – Vér, veríték és hit
4. Mail Order Brides – Feleség rendelésre
5. Maggie – Maggie
6. When the Kookaburra Cries – A nevető jégmadár
7. Walk Like a Man – Emelt fővel
8. Across the Great Divide – Keresztül a vízválasztón
9. Missing, Presumed Lost – Maggie Öröksége
10. Matchmaker – A kis házasságközvetítő
11. Good Old Reliable Me – Kate, a nélkülözhetetlen
12. Women of Means – Tehetős nők
13. The Last Roundup – Búcsú

Harmadik évad (13 epizód)
1. Traveler's Tales – Egy utazás krónikája
2. The Gauntlet – Nehéz kezdet
3. Real Cowboys Play Fair – Cowboy becsület
4. Possum – Mókuska
5. The Best of Mates – Jóbarátok
6. The Gold Cup – Az aranyserleg
7. A Dog Named Johnson – Johnson kutya
8. Fish Out of Water – Partra vetett hal
9. The Great Coach Race – A nagy kocsiverseny
10. A Death in the Family – Halál a családban
11. A Lot of Hot Air – Léggömbök, légvárak
12. One Fine Day – Egy szép nap
13. America – Amerika

## Fordítás
- Ez a szócikk részben vagy egészben  a   Five Mile Creek című angol Wikipédia-szócikk fordításán alapul.  Az eredeti cikk szerkesztőit annak laptörténete sorolja fel. Ez a jelzés csupán a megfogalmazás eredetét és a szerzői jogokat jelzi, nem szolgál a cikkben szereplő információk forrásmegjelöléseként.